# پایگاه هوایی طبقه
پایگاه هوایی طبقه (به عربی: مطار الطبقة العسکری) یک فرودگاه و پایگاه هوایی نظامی واقع در نزدیکی شهر الثوره، استان رقه در شمال سوریه است. پایگاه هوایی طبقه در ۴۵ کیلومتری شهر رقه واقع شده‌است.

## جنگ داخلی سوریه
در تاریخ ۲۴ اوت ۲۰۱۴، پیکارجویان جهادی عضو داعش موفق شدند تا پایگاه نظامی طبقه را به تصرف درآورند. تا پیش از سقوط پایگاه، حدود ۱۴۰۰ سرباز ارتش سوریه در آن حضور داشتند که حدود ۷۰۰ نفر از آن‌ها موفق به فرار و بقیه کشته یا اعدام شدند. این پایگاه تنها پایگاه نظامی در استان رقه بود که در جریان جنگ داخلی سوریه، ارتش سوریه هنوز کنترل آن را حفظ کرده بود.
در تاریخ ۲۶ مارس ۲۰۱۷ و در پی نبرد سنگینی با داعش، شبه‌نظامیان کرد موسوم به نیروهای دموکراتیک سوریه، کنترل پایگاه هوایی طبقه را به دست گرفتند.
ارتش سوریه در ۱۵ اکتبر ۲۰۱۹ پس از توافق با نیروهای دموکراتیک سوریه و برای مقابله با حمله ترکیه، وارد پایگاه طبقه شد.